# Teatro Marittimo
Il Teatro Marittimo, conosciuto anche col termine di Palazzata, è stato un complesso architettonico in stile barocco della città di Messina, progettato dall'architetto Giacomo Del Duca e realizzato dall'architetto Giovanni Antonio Ponzello (erroneamente attribuito all'architetto Simone Gullì), andato distrutto dal terremoto del 1783.

## Progetto del Teatro Marittimo di Jacopo Del Duca
Nel dicembre 1589 veniva nominato architetto del Senato di Messina l'anziano Jacopo Del Duca che prestò la sua opera fino al 1599 e fra le altre cose aveva avuto anche l'originale idea di proporre ai senatori della città la progettazione di una successione ininterrotta di palazzi, al posto della cinta muraria, che racchiudesse il porto come un anfiteatro e che chiamò "Teatro Marittimo". La proposta teneva in grande conto di conservare le parti monumentali più importanti della cinta muraria come le torri della Dogana Vecchia, la Porta Real Basso, il Forte di S. Giorgio al Molo Vecchio e il Forte di S. Giacomo. L'idea venne trasformata ben presto in progetto che fu prontamente approvato dal Senato così, nel biennio 1598/99, l'architetto aveva fatto erigere il Palazzo della Tavola Pecuniaria e il Palazzo Scavone, mentre riusciva solamente a completare i disegni della nuova Porta dei Martoriati e del Palazzo Romano.
Jacopo Del Duca moriva a Messina il 17 gennaio 1600 senza riuscire a realizzare il suo progetto di Teatro Marittimo.
Il 21 agosto 1600 "i Giurati tenevano consiglio ordinario per deliberare di derrupare tutti li timpagnoli et ballaturi di lignami che si retrovano de la Porta Regale per insino a lo Palaczo di questa città acciò si dovesse portare una architettura in tutta questa marina conforme a la casa di Petro Scavoni" e inviavano a Palermo un'istanza per realizzare tale progetto. La loro richiesta venne accolta in parte per cui, l'anno successivo, ne riformularono una seconda che venne finalmente accettata. In questo modo l'architettura nella marina poteva essere completata, come testimonia l'unica immagine che ci è stata tramandata, inserita da Giovanni Simone Comandè nel suo dipinto ad olio La Madonna del Buonviaggio, realizzato nel 1610.

## Il Teatro Marittimo di Giovanni Antonio Ponzello
Il 26 febbraio 1622, il giovane viceré Emanuele Filiberto di Savoia giungeva, a bordo della sua nave ammiraglia, nel porto di Messina e rimaneva affascinato dallo spettacolo che si presentava ai suoi occhi, sicuramente incomparabile. La scenografia della città con il suo porto lo avevano impressionato molto.
Il viceré sbarcava con tutta la sua corte e con il suo architetto personale Giovanni Antonio Ponzello "ingegnerij serenissimi principis", accolto festosamente e con acclamazioni dal popolo e dal Senato che lo accompagnavano al Palazzo Reale.
Il 25 giugno il Senato cittadino inviava al viceré una lettera affinché si portasse a compimento il progetto del Teatro Marittimo, ideato da Jacopo Del Duca, che prevedeva l'abbattimento della cinta muraria lato mare ancora esistente che, ormai inutile per le mutate esigenze dei tempi e le cessate incursioni piratesche, impediva lo sviluppo della città.
Il 28 giugno il viceré rispondeva affermativamente alla richiesta del Senato.
Nasceva così il Teatro Marittimo o Palazzata e, incaricato di realizzarla, fu l'architetto Giovanni Antonio Ponzello che la ideò formata da edifici a quattro piani con un unico prospetto e interrotti solamente da quindici monumentali porte, poi aumentate a diciotto, che assicurassero il passaggio dalla strada della Marina alla città, e viceversa.
Il Ponzello eseguiva subito un progetto di massima che otteneva l'approvazione del viceré.
Il progetto prevedeva la totale demolizione delle mura di cinta e di quanto era stato fino allora costruito, lasciando intatti il Palazzo della Tavola Pecuniaria e la Porta dei Martoriati perché pregevoli opere d'arte, e la realizzazione, ma con criteri estetici differenti e con rigori esecutivi perentori, di una lunga teoria di palazzi tutti uguali che, partendo dal Palazzo Reale, si spingessero fino al Castello di S. Giacomo.
Intanto, per pubblicizzare il Teatro Marittimo nel modo migliore e farne "vedere" alla cittadinanza e ai possibili acquirenti dei lotti di terreno edificabili l'effetto ambientale causato dalla sua uniformità, il viceré aveva pensato di far dipingere su tela ad un architetto pittore il progetto di massima del Ponzello. La scelta cadde sul messinese Simone Gullì. Una volta finita, la grande tela veniva esposta alla cittadinanza nel salone grande del secondo piano del Palazzo Senatorio di piazza Duomo. Il lavoro riusciva così bene che tutti ne rimanevano estasiati e chiedevano chi l'avesse realizzato. La risposta naturalmente era Simone Gullì.
Questo nome venne ripetuto tante di quelle volte che alla fine tutti pensarono che non solo la tela ma anche il progetto del Teatro Marittimo fossero stati opera sua. Tutti gli storici, a partire dal Samperi, riporteranno e tramanderanno questa attribuzione infondata che veniva messa in discussione, nel 1949, dalle ricerche dello storico Domenico Puzzolo Sigillo: «Malgrado ripetuto da tutti, a me non consta che lo incarico fosse stato conferito al Gullì, perché, nei molteplici documenti da me scoperti e consultati, costituiti dai contratti con cui il Senato di Messina, previa licenza del detto Viceré ottenuta con lettera 30 giugno V indizione 1622, vendeva e deliberava "a tri buci", all'ultimo dicitore e maggior offerente, gli occorrenti spazi di terreno per edificare essa Palazzata, figura che lo faceva, sempre "quantitatis spatij et mensure contente in relatione Jo: Antonij Ponzelli Ingegnerij recepte in officio dicti Senatus sub die... E la insertavi Relazione, questi, la intestava: "Relatio Joannis Antonij Ponzellus Ingegnerij serenissimi principis Filiberti" essa si trova integralmente inserita, in tutti i contratti di cessione e vendita di ogni spazio di terreno edificatorio della Palazzata, stipulati agli atti del Notaio del Senato Francesco Manna, per gli anni indiziali 1621-1622 e 1622-1623».

Il Ponzello, una volta ultimato il progetto di massima, si metteva subito al lavoro assieme ad una squadra topografica e, con i mezzi di allora, iniziava a rilevare tutto il fronte del porto. Completata questa prima parte si passava alla messa su carta dei dati risultanti dal rilievo e, quindi, alla progettazione esecutiva, elaborando le piante, le sezioni e i prospetti degli edifici che, formati da tanti moduli uguali, andavano a comporre il Teatro Marittimo. Si definivano, infine, i disegni dei particolari costruttivi inseriti nelle facciate che prospettavano sul porto come le porte monumentali, le finestre, i balconi, le balaustre, le lesene e le modanature che dovevano risultare uniformi. Discorso diverso, invece, era per la parte che prospettava verso la città che si doveva adattare alle costruzioni già esistenti.
Il Teatro Marittimo, così ideato, che doveva estendersi senza discontinuità dal Palazzo Reale al Forte di S. Giacomo, seguendo grosso modo il tracciato dell'antica cinta muraria, veniva formato da edifici a quattro piani che avevano, dal lato del porto, un unico prospetto interrotto solamente da quindici monumentali porte, poi aumentate a diciotto, che assicuravano il passaggio dalla strada della Marina alla città, e viceversa. Altra cosa importante era che il "modulo Ponzello", ovvero la parte ricorrente del progetto, prevedeva che gli "appartati" venissero considerati nella loro verticalità e non nella orizzontalità, per cui ognuno di essi si componeva di un piano terreno, un primo piano, un secondo piano e un terzo piano.
Il Teatro Marittimo era stato progettato tutto di uguale architettura e presentava un'altezza di m. 20.64 e prevedeva l'utilizzo dei locali come dimore per la nobiltà e per i ricchi mercanti che numerosi avevano eletto il proprio domicilio in città. La sua forma architettonica risultava molto gradevole ed elegante e si componeva di quattro elevazioni fuori terra. I locali del piano terreno, alti m. 5.42, erano serviti di pozzi d'acqua e impreziositi da 275 finestre sorrette da mensole, e venivano utilizzati come ingressi, rimesse per carrozze e magazzini per gli attrezzi e le derrate alimentari; mentre i piani superiori servivano come dimore per i ricchi mercanti, infatti, il piano primo, alto m. 6.71, era ornato da 270 balconi, sporgenti ed isolati, difesi da balaustre di pietra marmorea sostenute da modiglioni e coronati da frontoni retti e curvi alternati; il piano secondo, alto m. 5.16, era arricchito da 271 balconi, anch'essi sporgenti ed isolati, difesi da balaustre di pietra marmorea sostenute da modiglioni e coronati da frontoni retti e curvi alternati; e, infine, il piano terzo, alto m. 3.35, era impreziosito da 275 finestre con voluta schiacciata.
Nel grandioso edificio si aprivano complessivamente 1091 aperture a cui si dovevano aggiungere le 18 porte monumentali che erano spaziose e molto decorate e si elevavano su due ordini con lesene, mensole e lapidi.
Il progetto del Teatro Marittimo veniva completato in meno di sei mesi, infatti, il viceré poneva la prima pietra del cantiere il 22 agosto 1622. Quel sabato mattina, alla presenza della corte, delle autorità e dal popolo festante, fu eretto un altare provvisorio, presso il sito dell'antica porta del bastione detta dei Martoriati, addobbato con ricchi paramenti e arazzi preziosi.
L'arcivescovo D. Andrea Mastrillo benedisse la prima pietra, il viceré, lo Stratigoto ed i Senatori vi posero alcune monete d'oro, mentre il tutto veniva calato nella fondazione tra gli applausi degli astanti che a loro volta gettarono altra calce ed altre pietre su quella che segnava il caposaldo della futuro Teatro Marittimo.
Le mura della vecchia cinta lato mare vennero demolite in breve tempo e si cominciarono a edificare gli edifici del Teatro Marittimo a cui concorsero oltre all'Erario Pubblico anche un buon numero di famiglie di nobili e di ricchi mercanti.
I lavori proseguirono alacremente ed in due anni il progetto fu "quasi" portato a compimento; rimarchiamo il "quasi" perché alcuni tratti risultavano ancora da completare, come i piani alti del tratto sopra i Granai Pubblici, su cui nel 1645/47 sorse il fastoso palazzo Ruffo, e l'altro del palazzo Melismeli-Zillepa, completato nel 1633/34, mentre un discorso a parte merita la "quinta architettonica tra il palazzo D'Alcontres e il palazzo Longo, attiguo alla Loggia dei Mercanti [...]. Qui si era giunti a edificare un semplice setto murario, una maschera edilizia limitata alla sola altezza delle due Porte - del Sale e della Dogana Nuova - che di fatto riuniva" e che rimase tale sino al terremoto del 1783. "La lunghezza del teatro marittimo si estendeva per dieci stadi (m. 1548), tutto di uguale architettura, se non quando [veniva] interrotto dalla regia Dogana e dalla casa Senatoria, l'uno e l'altra di differente lavoro".
Per la sua realizzazione "si spese dai particolari cittadini la somma di scudi 667.500 [€ 48.060.000,00], computandosi a scudi 2500 [€ 180.000,00] per ogni balcone dal tetto al fondo, oltre la immensa spesa erogata dal pubblico Erario della città per la fabbrica delle diciotto magnifiche porte […] che in tutto avanza la somma di due milioni e mezzo di scudi siciliani [€ 180.000.000,00]" (Gallo, 258).
Il Teatro Marittimo presentava un'altezza di metri 20,60 e prevedeva l'utilizzazione dei locali posti a piano terra come magazzini per le merci e dei piani superiori come dimore per i ricchi mercanti che numerosi avevano eletto il proprio domicilio in città.
La forma architettonica era molto gradevole ed elegante e si componeva di quattro elevazioni fuori terra. Il piano terreno era impreziosito da 275 finestre sorrette da mensole, il primo piano da 270 balconi, sporgenti ed isolati, difesi da balaustre di pietra marmorea sostenute da modiglioni e coronati da frontoni retti e curvi alternati, e il secondo piano da 271 balconi, anch'essi sporgenti ed isolati, difesi da balaustre di pietra marmorea sostenute da modiglioni e coronati da frontoni retti e curvi alternati, e, infine, il terzo e ultimo piano con 275 finestre schiacciate. Complessivamente nel  grandioso edificio si aprivano 1091 aperture a cui si aggiungevano 18 monumentali porte: "Le porte spaziose, molto decorate, s'elevavano su due ordini con lesene, mensole e lapidi e spiccavano molto sul resto; caratteristiche per forma complessa arieggiante una facciata di chiesa barocca erano le due porte gemelle che fiancheggiavano il Palazzo Senatorio. Nella lunga distesa emergeva anche la porta Reale presso il vecchio Castello […] colla sua forma massiccia a bugne, d'un sol piano, a guisa d'arco trionfale, con elevatissimo attico su cui spiccavano, scolpite nel marmo, le reali insegne fiancheggiate da vasi decorativi".
Il Palazzo Reale era separato dal Teatro Marittimo dalla Porta di Valles che era la prima porta che si incontrava, anche se si trattava solamente di un varco che immetteva nella larga piazza del Palazzo Reale: "Ed ultimamente colla venuta in Messina del viceré Duca di Laviefuille, a spese anche del pubblico, [il Palazzo Reale] si accomodò a dovere, né si tralasciò dallo stesso benefico viceré di ordinarsi che fosse rifabbricata ed ornata la porta [di Valles] che guarda la piazza, e l'altra che serra il palazzo dalla parte del mare, facendole, in vaga forma e bella simmetria, edificare di pietre intagliate di Siracusa, con pilastri fasciati e trofei d'armi di sopra, che molto adornano" (Gallo, 250). Ai lati dei due pilastri era unita una elegante balaustra che si ricollegava, a sinistra, al Palazzo Reale e, a destra, al Teatro Marittimo.
"Principia esso, non lungi dalla reale abitazione, con intervallo di 19 canne siciliane: quale distanza viene serrata da bellissimo sedile, nel cui mezzo resta un vano con due pilastri fasciati sulla cui cima si alzano due grandi vasi che formano la porta [di Valles] per entrare dalla marina nella piazza del palagio reale; il tutto è di pietra di Siracusa. Indi segue un edificio con un balcone a guisa di palco, dove il dopo pranzo dell'està, per trattenimento dei cittadini, vi si manteneva la musica; e nei pubblici spettacoli e corsa dei barbari, apparandosi di arazzi, ivi siede il Senato. Viene collaterale a questo edificio il convento dei Padri riformati della Mercè […] e poscia principia il teatro" (Gallo, 250).
Le diciotto porte monumentali del Teatro Marittimo prendevano il nome da quelle della vecchia cinta muraria lato mare
1. Porta dei Greci - detta anche della Conceria[16], assunse in seguito il titolo della Vittoria in onore di Nostra Donna della Vittoria;
2. Porta del Campo[17] - venne detta dell'Assunzione perché dedicata alla SS. Vergine Assunta;
3. Porta della Pescheria[18] - detta anche della Darsena[19], prese il titolo dell'Annunciazione in onore della SS. Vergine Annunziata;
4. Porta detta la Porticella[20] - in seguito detta della Presentazione perché dedicata alla presentazione della Madonna;
5. Porta di Messina[21] - venne detta della Natività in onore della Natività di Nostro Signore;
6. Porta della Dogana Nova[22] - in seguito detta della Concezione perché dedicata alla SS. Immacolata;
7. Porta del Sale - venne intitolata a S. Maria della Lettera;
8. Porta della Dogana Vecchia[23] - detta anche della Loggia, fu dedicata in seguito alla SS. Vergine Maria;
9. Porta dei Martoriati[24] - venne detta Emanuella in onore del viceré Emanuele Filiberto di Savoja;
10. Porta dei Gentiluomini - in seguito detta della Stella perché dedicata alla stella cometa apparsa ai Re Magi, che dava anche il nome all'ordine cavalleresco dei Cavalieri della Stella;
11. Porta Leonina - era così chiamata in onore del Papa messinese S. Leone II ed era detta anche del Pozzoleone;
12. Porta delle Cocule[25] - in seguito detta Alberta in onore di S. Alberto;
13. Porta dei Cannizzari[26] o dei Cannalori - venne detta Paola in onore di S. Paolo;
14. Porta dei Tintori[27] - in seguito detta Vittorina in onore della martire messinese, sorella di S. Placido;
15. Porta S. Giovanni[28] - venne detta Placida in onore di S. Placido;
16. Porta del Borgo[29] - in seguito detta Eutichia in onore della martire messinese, sorella di S. Placido;
17. Porta della Grazia[30] - venne detta Flavia in onore della martire messinese, sorella di S. Placido;
18. Porta Real Basso - era così detta per distinguerla dalla vicina Porta Reale, collegava il Teatro Marittimo con il forte di S. Giacomo, detto in seguito Real Basso.

Questa opera venne distrutta, assieme a molti edifici della città, in larga parte dal catastrofico terremoto del 5 febbraio 1783 e quello che rimase, nella versione ufficiale, fu demolito per evitare ulteriori crolli.
L'architetto napoletano Pompeo Schantarelli realizzò, nel 1784, un disegno dal vero delle rovine della Palazzata dopo il sisma e da esso ne ricavò nove incisioni su tavolette di rame che andarono a formare un Atlante annesso alla Istoria dei fenomeni del tremuoto avvenuto nella Calabria e nel Valdemone l'anno 1783 a cura della Reale Accademia delle Scienze e Belle lettere di Napoli.
Nei due anni successivi i lavori di ricostruzione della città erano in pieno svolgimento; si provvedeva a restaurare gli edifici lesionati e si dava nuovo impulso ai lavori di ricostruzione. Fra le opere prioritarie della ricostruzione non mancava quella relativa alla nuova Palazzata. Vennero emanati così tutti quegli obblighi di legge che dovevano servire per mantenere e rispettare la simmetria dei nuovi edifici che venivano ricostruiti nei pressi dell'area su cui doveva sorgere la nuova Palazzata.

## La Palazzata di Giacomo Minutoli
Nel 1799 l'architetto Giacomo Minutoli preparò il nuovo progetto della Palazzata.
Il 27 agosto 1801, su parere degli architetti Giacomo Minutoli, Antonio Tardì, Francesco Basile, Gianfrancesco Arena e Antonio Faustinelli, la Giunta delle Strade emanò le direttive secondo le quali la nuova Palazzata, a differenza della precedente che aveva poche porte e grandissime isole, doveva essere divisa in trentasette isole con altrettante porte, di cui ventitré principali e quattordici secondarie o piccole, che prendevano il nome delle strade su cui prospettavano. Le porte principali si distinguevano per l'altezza, risultando veramente imponenti, per la larghezza, raggiungendo i metri 4,40, e per la ricchezza delle decorazioni. Le secondarie, invece, erano basse, avendo la stessa altezza delle botteghe, erano strette, avendo appena una larghezza di metri 3,50, e risultavano semplici, non recando alcun elemento decorativo.
Il progetto stabiliva ancora che ogni isolato dovesse contenere quattro ordini d'aperture e che l'altezza totale non dovesse superare i 20 metri. Le aperture risultavano così 268 per ogni piano, con un totale di 1049, dovendosi detrarre le ventitré del primo piano occupate dalla parte superiore delle porte principali. Infatti, sopra le grandi porte venne soppresso il balcone del primo piano al cui posto corrispondeva un riquadro dove si doveva inserire una lapide in marmo con la relativa iscrizione.
Il 13 agosto 1803, veniva collocata la prima pietra alla Porta Messina con grande concorso di autorità e di pubblico.
La ricostruzione della Palazzata si rivelava molto lenta e costosa, ma poco a poco prendeva forma.
La Palazzata iniziava con undici aperture adibite a botteghe, complete di ammezzato, cui seguivan
1. Porta di Valles - (principale) completa, ma non aveva sbocco. Si trovava al civico N. 12 ed era fiancheggiata da due Vittorie Alate, di pietra in alto rilievo, opera dello scultore trapanese Federico Siragusa e sovrastata da una lapide marmorea.
2. Porta Granili - (principale) priva dell'arcata e dei piani superiori, era ubicata al civico N. 20;
3. Porta Centonze - (secondaria) munita di paracarri, era allocata al civico N. 27;
4. Porta del Campo - (principale) ornata di quattro colonne, si trovava priva dell'arcata e dei piani superiori ed era allocata al civico N. 34;
5. Porta del Traffico - (secondaria) completa, era ubicata al civico N. 41;
6. Porta della Darsena - (principale) priva dell'arcata e dei piani superiori, era allocata al civico N. 48;
7. Porta dei Catalani - (principale) completa, era allocata al civico N.  56;
8. Porta del Mercato - (secondaria) completa, era ubicata al civico N. 62;
9. Porta Messina - (principale) completa, era fiancheggiata da due Vittorie Alate, di pietra e in alto rilievo, opera dello scultore trapanese Federico Siragusa, ma mancante della lapide marmorea, era allocata al civico N. 68;
10. Porta S. Giacomo - (secondaria) completa, si trovava al civico N. 69;
11. Porta senza nome - (secondaria) non aveva sbocco, infatti, si trovava chiusa e adibita a magazzino, era ubicata al civico N. 75;
12. Porta dei Pianellai - (principale) completa, era fiancheggiata da due Vittorie Alate, in pietra travertino in alto rilievo, opere dello scultore Letterio Subba, e sovrastata da una lapide marmorea. La porta era allocata al civico N. 82;
13. Porta della Rovere - (principale) completa, era fiancheggiata da due Vittorie Alate, in pietra travertino in alto rilievo, opere dello scultore Letterio Subba, e sovrastata da una lapide marmorea. La porta era allocata al civico N.  90;
14. Porta della Banca d'Italia - (secondaria) era l'ingresso della filiale della Banca d'Italia, quindi chiusa da un cancello. Era ubicata al civico N. 97;
15. Porta del Nettuno - (principale) completa, ma mancante delle Vittorie Alate, era ornata di quattro colonne e sovrastata da una lapide marmorea. Era allocata al civico N. 104 di fronte alla Fontana del Nettuno realizzata da Giovanni Angelo Montorsoli nel 1557;
16. Porta del Municipio - (principale) completa, ma mancante delle Vittorie Alate, anche se i fratelli Giuseppe e Francesco Subba ne avevano preparato i relativi disegni, era sovrastata da una lapide marmorea. La porta era provvista di cancello ed era l'unico tratto che aveva, al piano terreno, le finestre con grate di ferro. Si trovava al civico N. 111;
17. Porta S. Camillo - (principale) completa, ma mancante delle Vittorie Alate[32], era ornata di quattro colonne e sovrastata da una lapide marmorea. Era allocata al civico N. 118;
18. Porta dell'Armeria - (secondaria) completa, era allocata al civico N. 125;
19. Porta S. Maria la Stella - (principale) completa, però mancante della lapide marmorea e delle Vittorie, si trovava al civico N. 132;
20. Porta del Pozzoleone - (principale) completa, però mancante della lapide marmorea e delle Vittorie, era ubicata al civico N. 140;
21. Porta del Teatro - (secondaria) munita di paracarri, era allocata al civico N. 147;
22. Porta Alighieri - (principale) dedicata al Sommo Poeta Dante Alighieri, era completa, ornata di quattro colonne, però mancante della lapide marmorea e delle Vittorie, si trovava al civico N. 154;
23. Porta della Sanità - (secondaria) completa, era ubicata al civico N. 161;
24. Porta di S. Maria la Porta - (principale) completa, però mancante della lapide marmorea e delle Vittorie, era allocata al civico N. 168;
25. Porta Boccetta - (principale) completa, però mancante della lapide marmorea e delle Vittorie, si trovava al civico N. 176;
26. Porta Pepe - (secondaria) dedicata a Guglielmo Pepe, munita di paracarri, era ubicata al civico N. 183;
27. Porta Guicciardini - (principale) dedicata a Francesco Guicciardini, si presentava con quattro colonne, ma priva d'arcata e dei piani superiori, era allocata al civico N. 190;
28. Porta S. Andrea Avellino - (secondaria) munita di paracarri, si trovava al civico N. 197;
29. Porta della Villetta - (principale) priva dell'arcata e dei piani superiori, era ubicata al civico N. 204;
30. Porta dei Greci - (principale) completa, però mancante della lapide marmorea e delle Vittorie, era allocata al civico N. 212;
31. Porta S. Placido - (secondaria) munita di paracarri, si trovava al civico N. 219;
32. Porta Davanzati - (principale) dedicata a Chiaro Davanzati, era completa e fiancheggiata da due Vittorie Alate, in alto rilievo, opera dello scultore trapanese Federico Siragusa, però mancante della lapide marmorea, era ubicata al civico N. 226;
33. Porta del Gran Priorato - (secondaria) completa, era allocata al civico N. 233;
34. Porta Manzoni - (principale) dedicata ad Alessandro Manzoni, era completa, però mancante della lapide marmorea e delle Vittorie, si trovava al civico N. 240;
35. Porta del Trionfo - (principale) si presentava con i soli piedritti, priva dell'arcata e dei piani superiori, ed era ubicata al civico N. 248;
36. Porta Parini - (secondaria) dedicata a Giuseppe Parini, era completa e allocata al civico N. 255;
37. Porta Maroncelli - (principale) dedicata a Pietro Maroncelli, era completa e fiancheggiata da due Vittorie Alate in alto rilievo, opera dello scultore trapanese Federico Siragusa, però mancante della lapide marmorea. Si trovava al civico N. 262.

Altre sei botteghe chiudevano e completavano le 268 aperture della Palazzata.
La ricostruzione fu molto lenta, tanto che, all'alba del 28 dicembre 1908, la Palazzata risultava ancora incompleta in molte sue parti.
Il terremoto di quella tragica mattina oltre a distruggere larga parte della città atterrò anche moltissime parti della Palazzata.
Rimasero quasi intatte la prima parte vicino alla Dogana e quella centrale che  comprendeva il Municipio. Purtroppo il 5 gennaio 1913, al termine di un acceso dibattito del consiglio comunale, ne fu decretato l'abbattimento, infatti, nel mese di luglio venne distrutta con la dinamite la prima parte della Palazzata. Rimaneva ancora in piedi il vecchio Municipio a causa dell'intransigenza degli irriducibili, finché il 31 luglio 1915 anche questo tratto faceva la stessa fine degli altri.
Spariva così un altro simbolo della vecchia città, forse il più importante, l'emblema stesso della cosa comune, quello che faceva capire ai superstiti che, da quel giorno, nulla sarebbe stato più come prima, infatti, Messina verrà ricostruita dov'era, ma non com'era.

## Progetti per la Nuova Cortina del Porto
Dopo il disastroso terremoto del 28 dicembre 1908, il ricordo della Palazzata era ancora vivo nel cuore dei messinesi superstiti ed essi ne auspicavano la ricostruzione, anche se il piano regolatore Borzì lo aveva cancellato.
L'8 gennaio 1919 lo stesso Luigi Borzì, ingegnere capo e direttore dell'Ufficio Tecnico del Municipio, coadiuvato dall'ingegnere Santi Buscema e dall'architetto Rutilio Ceccolini, su pressione del Sindaco e dei cittadini, aveva presentato un progetto per una nuova Palazzata denominata “Nuova Cortina del Porto”.
Il progetto, architettonicamente molto bello e gradevole, era stato “approvato il 20 febbraio 1919” e “prevedeva un unico edificio alto circa undici metri composto da un porticato continuo verso il mare, a due elevazioni fuori terra con locali adibiti in massima parte a botteghe che si affacciavano anche verso la retrostante via Garibaldi. La copertura a terrazzo, interamente pedonale, era percorribile per tutta la sua estensione in una passeggiata lunga più di un chilometro, panoramica e sopra il porto. Purtroppo, alla fine dello stesso anno moriva il Borzì e con lui anche il suo progetto.
Nonostante le buone intenzioni delle autorità e la bontà dei progetti presentati successivamente, la ricostruzione della Palazzata rimase solo un'utopia, infatti, negli anni successivi venivano realizzati alcuni edifici isolati e disomogenei: il palazzo dell'INA (1936) di Camillo Autore e Guido Viola; il palazzo del Banco di Sicilia (1936) di Camillo Autore; la Casa Littoria (1938) di Guido Viola e Giuseppe Samonà; e il palazzo dell'INAIL (1940) sempre di Guido Viola e Giuseppe Samonà.
La seconda guerra mondiale bloccava definitivamente il prosieguo delle costruzioni che riprenderanno, nel 1959, con l'edificazione disomogenea di anonimi fabbricati per civile abitazione che non avranno nessuna relazione architettonica con gli esistenti e tanto meno con quella che doveva essere negli intenti la terza Palazzata.